# Oorlogsherinneringskruis
Het Oorlogsherinneringskruis werd in Nederland bij Koninklijk Besluit no. 6 van 16 maart 1944 ingesteld en verving het oude Ereteken voor Belangrijke Krijgsbedrijven. Deze laatste onderscheiding werd voor bijzondere campagnes toegekend maar het Oorlogsherinneringskruis was een veel algemenere  onderscheiding voor allen die in de oorlog tegen Duitsland, Japan en hun bondgenoten in de krijgsmacht of in de handelsvloot, vissersvloot of burgerluchtvaart hadden gediend.
Het Oorlogsherinneringskruis diende als beloning voor:
- Militairen, in dienst van het Koninkrijk der Nederlanden;
- Nederlanders of Nederlandse onderdanen (inwoners van Nederlands-Indië waren geen Nederlanders), dienende aan boord van Nederlandse koopvaardij- of vissersschepen onder Nederlands dan wel geallieerd beheer;
- Nederlanders of Nederlandse onderdanen, deel uitmakende van vliegtuigbemanningen der Nederlandse burgerluchtvaart onder Nederlands dan wel geallieerd beheer.

Zij dienden in alle opzichten een goede plichtsbetrachting en goed gedrag te hebben getoond en vanaf 10 mei 1940 tot het einde van de oorlog ten minste zes maanden in hun functie dienst te hebben gedaan. Zij die niet in aanmerking kwamen voor het Oorlogsherinneringskruis konden het Mobilisatie-Oorlogskruis aanvragen. In principe kon men niet beide onderscheidingen ontvangen.

## Gespen
Aan het kruis waren vanaf de instelling een aantal gespen verbonden. Ook daarin was het kruis een navolging van het oude Ereteken voor Belangrijke Krijgsbedrijven. Het ging om vijf gespen voor "algemene krijgsverrichtingen" en vier gespen voor "bijzondere krijgsverrichtingen".
In overlijdensadvertenties wordt het Oorlogsherinneringskruis vaak genoemd, soms met de toevoeging "met de gesp" en soms met een correcte opsomming van de verworven gespen.

### Gespen voor algemene krijgsverrichtingen
- KRIJG TER ZEE 1940-1944
- OORLOGSVLUCHTEN 1940-1944
- OORLOGSDIENST-KOOPVAARDIJ 1940-1944
- OORLOGSDIENST-VISSERIJ 1940-1944
- KRIJG TER LAND 1940-1944

### Gespen voor bijzondere krijgsverrichtingen
- NEDERLAND MEI 1940
- NEDERLANDSCH-INDIË 1941-1942
- JAVA-ZEE 1941-1942
- NOORD-AFRIKA-ITALIË 1942-1944

### De in 1948 ingestelde gespen voor algemene krijgsverrichtingen
In 1947 werd in het Koninklijk Besluit van 10 juni van dat jaar een nieuwe uitvoering van het kruis vastgesteld en op 6 januari 1948 (Staatsblad No I 6) werden ook de oude gespen afgeschaft en vervangen door vijf gespen voor "algemene krijgsverrichtingen" (1944 werd daarop uiteraard 1945) en zeven gespen voor "bijzondere krijgsverrichtingen". Drie van de eerder ingestelde gespen bleven ongewijzigd.
- KRIJG TER ZEE 1940-1945
- OORLOGSVLUCHTEN 1940-1945
  - Deze gesp werd uitgereikt aan hen, die "daadwerkelijk tegen de vijand gestreden hebben, aan boord van luchtvaartuigen, en totaal ten minste zes maanden actieve dienst hebben verricht in een gebied waar oorlogsoperaties plaats vonden en of verricht konden worden". Het ging om Nederlands personeel van de Nederlandse en geallieerde luchtmachten.
- OORLOGSDIENST-KOOPVAARDIJ 1940-1945
- OORLOGSDIENST-VISSERIJ 1940-1945
- KRIJG TE LAND 1940-1945

### De in 1948 ingestelde gespen voor bijzondere krijgsverrichtingen
- NEDERLAND MEI 1940
- NEDERLANDS-INDIË 1941-1942
- JAVAZEE 1941-1942
- MIDDELLANDSE ZEE 1940-1945 (verving de gesp NOORD-AFRIKA-ITALIË 1942-1944)
- ARNHEM - NIJMEGEN - WALCHEREN 1944
- NORMANDIË 1944"
- OOST-AZIË-ZUID-PACIFIC 1942-1945

## Het ontwerp van het Oorlogsherinneringskruis
Oorspronkelijk werd als ontwerp voor het Oorlogsherinneringskruis het uit 1877 daterende ontwerp van het Ereteken voor belangrijke krijgsverrichtingen voorgesteld. Het was de bedoeling om de tekst "VOOR BELANGRIJKE KRIJGSVERRICHTINGEN" op de kousenband weg te laten.
In het Koninklijk Besluit van 10 juni 1947 werd het ontwerp van het kruis herzien en kreeg de onderscheiding zijn huidige vorm. Het Oorlogsherinneringskruis is een vierarmig onregelmatig bronzen kruis. De voorzijde vertoont een ovaal medallion met de beeltenis van H.M. Koningin Wilhelmina en een dichtgeknoopte kousenband met het opschrift "VOOR KRIJGSVERRICHTINGEN". In de armen van het kruis is een krans van eikenbladeren aangebracht. Op elk der armen is het monogram van Koningin Wilhelmina, een hoekige "W", afgebeeld. Al deze elementen zijn, in een iets andere vorm, ontleend aan het oude Ereteken voor Belangrijke Krijgsbedrijven. Het materiaal, brons, was wél anders. Het Ereteken van 1877 was van "Berlijns zilver".
De keerzijde is vlak met in een uitgehold ovaal de tekst "KON.-BEGEER  VOORSCHOTEN  F.S.INV." wat staat voor de fabrikant (Koninklijke Begeer) en de ontwerper van de onderscheiding Frans Smits.
Al deze gespen zijn uitgevoerd in brons en 35 millimeter breed en 6 millimeter hoog. Men kan één enkele gesp voor algemene krijgsverrichtingen en meerdere gespen voor bijzondere krijgsverrichtingen verkrijgen en op het lint boven het kruis aanbrengen.
Het Oorlogsherinneringskruis wordt gedragen aan een 27 millimeter breed oranje lint met aan weerszijden een 7 millimeter brede baan. Wanneer het lint als baton gedragen wordt, worden de verkregen gespen hierop aangegeven door middel van achtpuntige "gebombeerde" (dat wil zeggen puntige) sterren. Bij één of twee gespen en daarbij behorende sterren is de baton 27 millimeter breed, bij drie of vier sterren is het lint 37 millimeter breed. Er mogen niet meer dan vier sterren op de baton gedragen worden.
Voor de politionele acties in Nederlands-Indië werd het kruis niet toegekend. Daarvoor werd het "Ereteken voor Orde en Vrede" ingesteld.
|  |  |  |  |

Wanneer alleen het lint in de vorm van een baton op een uniform gedragen wordt mogen de gespen aangegeven worden door gebombeerde, dat wil zeggen naar boven toe puntige, achtpuntige bronzen sterren. Bij drie of vier gespen en drie of vier sterren wordt de breedte van de baton vergroot tot 37 millimeter in plaats van de gebruikelijke 27 millimeter. Er mogen desondanks niet meer dan 4 sterren op de baton worden gedragen. Het Oorlogsherinneringskruis, het Ereteken voor Belangrijke Krijgsbedrijven en het Ereteken voor Orde en Vrede zijn de enige onderscheidingen waarbij op de batons meer dan drie sterren worden gedragen en de enige Nederlandse batons die breder zijn dan de standaardmaat.